# Blendi Baftiu
Blendi Xhemajl Baftiu (* 17. Februar 1998 in Pristina) ist ein kosovarischer Fußballspieler, der zuletzt beim kosovarischen Erstligisten KF Ballkani unter Vertrag stand.

## Karriere

### Verein
Baftiu begann seine Karriere beim KF Ramiz Sadiku. Zur Saison 2015/16 wechselte er nach Albanien in die Jugend des KF Skënderbeu Korça. Zur Saison 2016/17 kehrte er in den Kosovo zurück und schloss sich dem FC Prishtina an. In der Saison 2017/18 spielte er leihweise beim Ligakonkurrenten KF Flamurtari, für den er zu mindestens 17 Einsätzen in der IPKO Superliga kam.
Zur Saison 2018/19 wechselte Baftiu zum KF Ballkani. In seiner ersten Spielzeit bei Ballkani kam er zu 24 Einsätzen in der Superliga, in denen er sechs Tore machte. In der Saison 2019/20 erzielte er in mindestens 29 Spielen 18 Tore und wurde somit Torschützenkönig der höchsten kosovarischen Spielklasse.
In der Saison erreichte Baftiu den Gewinn der kosovarischen Meisterschaft mit dem KF Ballkani. Seinen auslaufenden Vertrag verlängerte er nicht und verließ den Verein im Sommer 2022.

### Nationalmannschaft
Baftiu debütierte im Juni 2019 gegen Andorra für die kosovarische U-21-Auswahl. Im Januar 2020 gab er sein Debüt für die A-Nationalmannschaft, als er in einem Testspiel gegen Schweden in der Halbzeitpause für Ylldren Ibrahimaj eingewechselt wurde.